# Hermann-Josef Keyenburg
Hermann-Josef Keyenburg (* 18. März 1934 in Essen, Nordrhein-Westfalen; † 13. Januar 2010 in Mülheim an der Ruhr) war ein deutscher Kunstpädagoge, Grafiker und Maler.

## Werdegang
Von 1955 bis 1962 belegte er ein Studium an der Kunstakademie Düsseldorf und der Universität Köln. Er erhielt 1961 bis 1962 ein Frankreichstipendium des Deutschen Akademischen Austauschdienstes (DAAD). Keyenburg war von 1965 bis 1979 Lehrer für Kunst und Deutsch an Gymnasien in Essen und zuletzt Fachleiter für Kunst am Studienseminar in Oberhausen. Seit 1979 lebte er in Mülheim an der Ruhr und war Professor für Kunst und ihre Didaktik an der Universität Paderborn, wo er auch nach seiner Emeritierung im Jahre 1999 bis 2009 weiter tätig blieb. Während dieser Zeit hatte er Studienaufenthalte in der Cité Internationale des Arts Paris in Paris (1991–1994 und 2000), im Progetto Civitella d' Agliano in Italien (1997, 1999 und 2003) sowie in Portugal, Sardinien, Türkei und in der Camargue.

## Künstlerisches Werk
- Zeichnungen, Radierungen, kolorierte Grafiken und Gemälde in unterschiedlichem privaten Besitz.
- Gemälde für Konferenzräume der Universität Paderborn sowie für das Jenny-Aloni-Gästehaus.
- Arbeiten in öffentlichen Sammlungen: Rheinisches Kunstmuseum Düsseldorf, Landesmuseum Bonn, Städtisches Museum Oberhausen, Kultusministerium Nordrhein-Westfalen, Stadt Moers, Stadt Essen.
- Werke im öffentlichen Raum:
  - Wandgemälde an der Außenfront des „Kunstsilos“ in Paderborn (1982).
  - 21 Tafeln im Hörsaal G der Universität Paderborn (2009) (Weblink: 21 Tafeln).

## Auszeichnungen
- 1960 Preis der Ernst-Poensgen-Stiftung, Düsseldorf
- 1988 Erster Preis im Malereiwettbewerb zum Thema „Großstadtimpressionen“ der Art-Galerie Düsseldorf, überreicht durch Bundesminister Norbert Blüm.

## Ausstellungen 1994–2009
- 1994: Düsseldorf (Große Kunstausstellung), Mülheim an der Ruhr, Essen, Bergneustadt, Dinslaken, Prades-le-Lez (Frankreich).
- 1995: Essen, Berlin, Coesfeld, Kevelaer.
- 1996: Mülheim an der Ruhr, Michelstadt, Posen (Polen), Almelo (Niederlande).
- 1997: Düsseldorf (Große Kunstausstellung), Paderborn, Bottrop, Mülheim an der Ruhr, Coesfeld.
- 1998: Trevi (Italien), Düsseldorf, Mülheim an der Ruhr.
- 1999: Düsseldorf (Große Kunstausstellung), Essen, Mülheim an der Ruhr, Paderborn, Pamplona (Spanien), Florenz (Italien).
- 2000: Nizza (Frankreich), Mülheim an der Ruhr, Oberhausen, Düsseldorf.
- 2001: St. Augustin, Detmold, Bielefeld, Xanten, Düsseldorf, Mülheim an der Ruhr.
- 2002: Moers, Mülheim an der Ruhr, Essen, Bochum.
- 2003: Mülheim an der Ruhr, Essen, Düsseldorf.
- 2004: Düsseldorf (Große Kunstausstellung), Mülheim an der Ruhr, Essen, Oberhausen.
- 2005: Essen, Mülheim an der Ruhr, Bad Driburg.
- 2006: Essen, Mülheim an der Ruhr, Berlin.
- 2007: Mülheim an der Ruhr.
- 2009: Worms, Mülheim an der Ruhr.

## Mitgliedschaften
- Westdeutscher Künstlerbund, Bochum.
- Ruhrländischer Künstlerbund Essen.
- Arbeitskreis Mülheimer Künstler.
- Arbeitskreis Oberhausener Künstler.
- Verein der Düsseldorfer Künstler.
- Künstlerverein Malkasten, Düsseldorf.

## Didaktisches Werk
- Hermann-Josef Keyenburg: Realismus. Formen der Wirklichkeitsdarstellung in der Kunst des 19. und 20. Jahrhunderts. Schroedel, Hannover 1978.
- Hermann-Josef Keyenburg: Von der Plastik zur Objektkunst – Skulptur im 20. Jahrhundert. Schroedel, Hannover 1986.
- Rolf Escher, Hermann-Josef Keyenburg: Programmatische Texte zur Kunst des 20. Jahrhunderts, 1890–1930. Schroedel, Hannover 1974.